# Frontera entre Brunei i Malàisia
La frontera entre Brunei i Malàisia consisteixen en una frontera terrestre de 266 km i longituds substancials de fronteres marítimes que s'estenen des de la línia de costa dels dos països fins a la vora de la plataforma continental del Mar de la Xina Meridional. El terme nord d'aquesta frontera està situat a la desembocadura del Sungai Bangau, basat en la coordinada establerta per l'ordre Sarawak (Definició de límits) al Consell de 1958. En 2005 Bruneix es va protegir contra la immigració provinent del seu veí erigint el mur de Brunei/Limbang.
A excepció de la costa del Mar de la Xina Meridional, Brunei està completament envoltat de l'estat de Sarawak (Malàisia) i el país només comparteix frontera terrestre amb Malàisia. La forma única de Brunei, on el seu territori es compon de dues porcions no contigües, es tradueix en la seva frontera amb Malàisia divida en dos segments:
- l'un englobant els districtes bruneians de Belait, Brunei-Muara i Tutong, formant l'essencial del territori del sultanat.
- l'altre envoltant l'enclavament que forma el districte de Temburong, la seva secció occidental és formada en part pel riu Pandaruan.

La plataforma continental de 200 milles nàutiques de Brunei fa que reclami una part del Mar de la Xina Meridional que està sotmesa a múltiples reclamacions superposades per part de la Xina, Taiwan i Vietnam. Malàisia també és reclama la zona, però un acord bilateral amb Brunei ha resolt les reclamacions superposades sobre les aigües territorials de Brunei.

## Història
En el seu apogeu del segle xv, l'Imperi de Brunei va controlar la majoria de les regions de Borneo, incloses Sarawak i Sabah. No obstant això, durant el segle xix, l'Imperi de Brunei va començar a declinar i perdre territori fins a la seva grandària actual.
El 1842 el sultà Omar Ali Saifuddin II va cedir la sobirania completa de Kuching (Sarawak) a James Brooke i el va instal·lar com el Rajah Blanc a canvi d'acabar amb una rebel·lió contra ell. Posteriorment, els Rajahs blancs de Sarawak van arrendar o annexar successivament territoris de Brunei, com Sibu en 1853, Bintulu en 1861, Baram en 1882, Trusan en 1884, Limbang en 1890 i Lawas en 1901 (cedits a l'empresa British North Borneo que posteriorment va transferir el territori a Sarawak el 1904). El tractat entre el Sultanat i el Regne Unit en 1888, que va donar lloc a que Brunei es convertís en un protectorat britànic, no va aconseguir frenar la pèrdua del territori.
L'annexió de les àrees de Baram, Trusan i Limbang va donar lloc a les fronteres actuals de Brunei, amb l'annexió de Limbang, que Brunei s'havia negat contínuament a reconèixer, fragmentant el Sultanat en dos territoris no contigus. Malàisia va heretar aquestes fronteres amb Brunei quan Sarawak, que també s'havia convertit en un protectorat britànic el 1888 i posteriorment una colònia de la corona després de la Segona Guerra Mundial, es va unir a Malàisia el 16 de setembre de 1963. Brunei va romandre com a protectorat britànic fins a 1984, quan va obtenir la independència.

## Disputes
Brunei i Malàisia han tingut llargues disputes per terra i territoris marítims. Tanmateix, a causa dels vincles culturals entre els dos països, les disputes sempre han estat baixes i es consideren massa sensibles perquè es debatin obertament.
La principal disputa terrestre va ser sobre el districte de Limbang que ha estat controlat per Sarawak des de 1890, mentre que la disputa sobre el territori marítim involucra pràcticament tota la secció del mar profund del Mar de la Xina reclamada per Brunei que Malàisia afirmava com a plataforma continental en el seu mapa de 1979.
Les diferents disputes es van considerar resoltes pels dos governs amb la signatura d'intercanvi de lletres el 16 de març de 2009 a Bandar Seri Begawan pel sultan de Brunei i el primer ministre de Malàisia Abdullah Ahmad Badawi.

## El bescanvi de notes de 2009
El 16 de març de 2009, els dos països van signar un intercanvi de notes per posar fi a totes les disputes territorials entre Brunei i Malàisia.
L'intercanvi de cartes preveia l'assentament definitiu de les fronteres marítimes entre els dos països, l'establiment d'una zona conjunta d'ingressos de petroli, l'acord de les modalitats de demarcació de la frontera comuna entre ambdós països i el reconeixement de "drets no susceptibles" de moviment de vaixells de Malàisia sobre les aigües de Brunei. Encara que la reclamació sobre Limbang no es va esmentar específicament, la liquidació de la demarcació fronterera acaba essencialment la reclamació de Brunei sobre el territori.

## Passos fronterers
Els següents són els principals passos fronterers a Sarawak amb els noms dels punts de control de Brunei seguits dels punts de control de Malàisia:
| Brunei    | Brunei                    | Brunei            | Malàisia                              | Malàisia                  | Malàisia          | Notes                                                                       | Coordenades geogràfiques                               |
| Carretera | Pas fronterer             | Horari d'obertura | Carretera                             | Pas fronterer             | Horari d'obertura | Notes                                                                       | Coordenades geogràfiques                               |
| --------- | ------------------------- | ----------------- | ------------------------------------- | ------------------------- | ----------------- | --------------------------------------------------------------------------- | ------------------------------------------------------ |
|           | Sungai Tujoh, Belait      |                   | Autopista Miri–Baram (Carretera 1-82) | Sungai Tujuh, Miri        |                   |                                                                             | 4° 35′ 09″ N, 114° 04′ 33″ E / 4.585836°N,114.075935°E |
|           | Kuala Lurah, Brunei-Muara |                   | Carretera 1-83                        | Tedungan, Limbang         |                   |                                                                             | 4° 44′ 25″ N, 114° 48′ 49″ E / 4.740156°N,114.813551°E |
|           | Pandaruan, Temburong      |                   | Carretera 1-87                        | Pandaruan, Limbang        |                   | El pas travessa el Pont de l'Amistat Malàisia-Brunei sobre el riu Pandaruan | 4° 41′ 20″ N, 115° 02′ 09″ E / 4.689018°N,115.035800°E |
|           | Labu, Temburong           |                   | Carretera 1-88                        | Mengkalap, Lawas, Limbang |                   |                                                                             | 4° 47′ 28″ N, 115° 14′ 14″ E / 4.791219°N,115.237361°E |